# Малая Ботаническая улица
Ма́лая Ботани́ческая улица — улица на севере Москвы в районе Марфино Северо-Восточного административного округа, между улицей Академика Комарова и Ботанической улицей.

## Происхождение названия
Названа в 1958 году по примыканию к Ботанической улице.

## Расположение
Малая Ботаническая улица проходит с востока на запад, начинается от Ботанической улицы, пересекает Большую Марфинскую улицу и заканчивается на улице Академика Комарова.

## Примечательные здания и сооружения
- № 1 — жилой дом. Здесь в 1964—1991 годах жил физико-географ, геоморфолог, один из основоположников регионального ландшафтоведения Н. А. Солнцев[1].
- № 4А — ОВД района Марфино;
- № 10А — издательство «Новый учебник»;
- № 14А — детский сад № 2154;
- № 14Б — Московский Георгиевский кадетский корпус, кадетская школа-интернат № 6.